# Sursingar

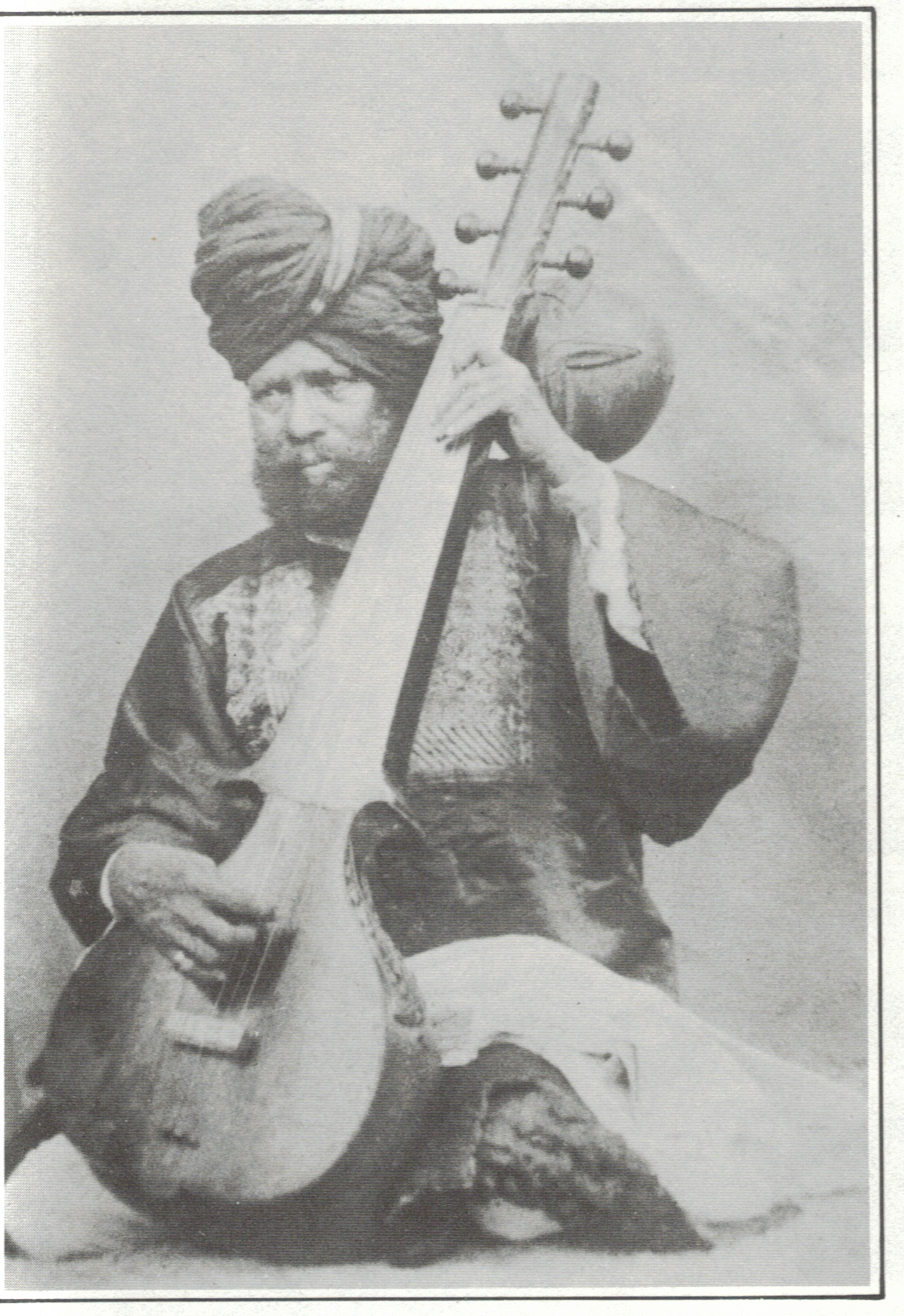
Rahmat Khan (1843–1910) spielt sursingar.

Sursingar, auch sursringar, surshringar, suṛśrṅgār, ist eine seltene Langhalslaute, die hauptsächlich im 19. Jahrhundert in der nordindischen klassischen Musik gespielt wurde. Die Anfang des 19. Jahrhunderts eingeführte sursingar mit sechs Melodiesaiten aus Metall und einer Holzdecke ist eine Weiterentwicklung der in der höfischen Musik der Mogulzeit verwendeten dhrupad rabāb, die eine Hautdecke und fünf Darmsaiten besaß. Die verbesserten musikalischen Möglichkeiten machten sie besonders für den Dhrupad-Stil geeignet. Die bautechnischen Neuerungen, zu denen auch ein Griffbrett aus Metall gehört, ließen die sursingar zum Vorbild für die sarod werden, die  in den 1860er Jahren aus der Kabuli rubāb entwickelt wurde. Nachdem die sursingar in der Mitte des 20. Jahrhunderts praktisch verschwunden war, wird sie heute wieder von einigen Musikern vor allem in Kolkata gespielt.

## Herkunft und Verbreitung

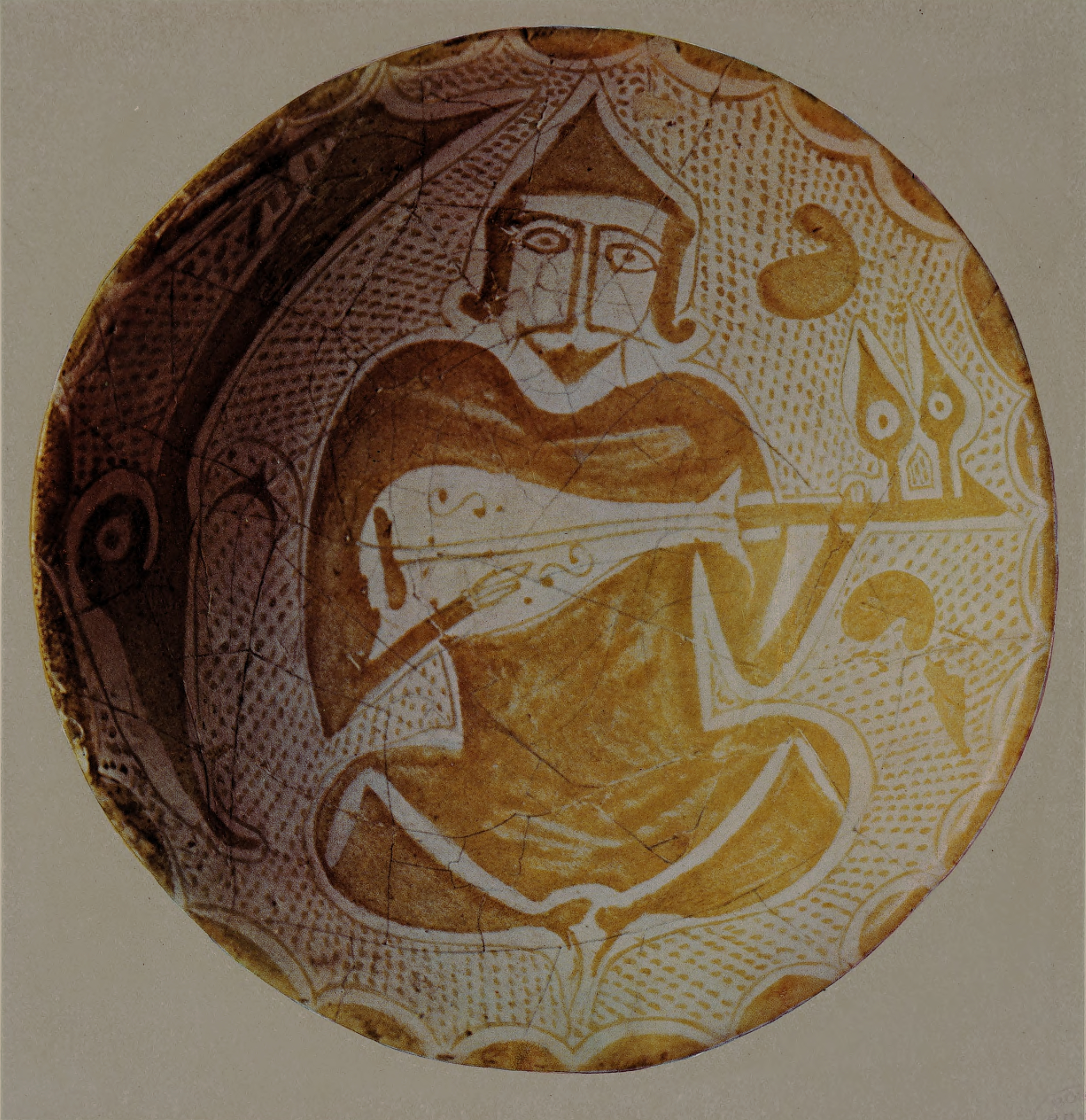
Zweisaitige gezupfte rubāb auf einer bemalten Keramikschale aus der Zeit der Abbasiden, 10. Jahrhundert.

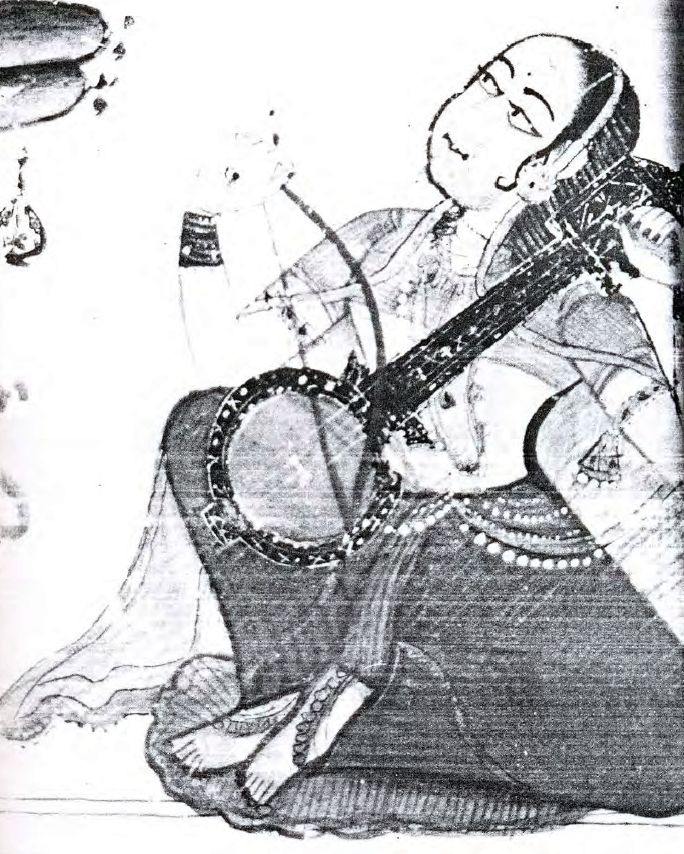
Miniaturmalerei aus der Schule von Bundi, um 1780. Die Musikerin stimmt ein Streichinstrument mit einem kreisrunden Korpus, dessen Form der Zupflaute dhrupad rabāb und der heutigen Streichlaute kamaica in Rajasthan ähnelt.

Langhalslauten, die Abbildungen auf Siegeln zufolge vermutlich bereits im 3. Jahrtausend v. Chr. in Mesopotamien bekannt waren, sind in Indien auf den Reliefs buddhistischer Stupas aus dem 2./1. Jahrhundert v. Chr. mit einem birnenförmigen Korpus und drei bis fünf Saiten abgebildet und gehören in der altindischen Sanskrit-Literatur zu den vina genannten Saiteninstrumenten. Ein anderer Lautentyp mit einem kürzeren Hals und zwei bis drei Saiten ist von Reliefs der Region Gandhara aus dem 1. und 2. Jahrhundert n. Chr. bekannt. Neben Abbildungen von Lauten mit einem gerundeten Korpus finden sich auch solche mit einem seitlich eingekerbten oder taillierten Korpus, wie er heute etwa bei der Kabuli rubāb, der sarangi und der dilruba vorkommt.
Das Wort rabāb wird, Henry George Farmer (1930) zufolge, erstmals in arabischen Quellen des 10. Jahrhunderts für ein Streichinstrument in Persien und in der zentralasiatischen Region Chorasan erwähnt. Zu jener Zeit war die rabāb in den arabischen Gebieten Syrien und Mesopotamien offenbar bereits bekannt. Bis heute wird mit dem Wortumfeld rabāb vom Maghreb bis nach Indonesien überwiegend eine mit dem Bogen gestrichene Spießgeige bezeichnet. Rabāb gehört zur Wurzel rbb, die nach einer in der mittelalterlichen Literatur nicht durchgängig einheitlichen Unterscheidung mit a vokalisiert arabische Streichinstrumente und mit u vokalisiert persische Zupflauten bezeichnet. Eine ins 9. Jahrhundert in die Zeit der Abbasiden datierte bemalte Keramikschale aus Mesopotamien zeigt einen sitzenden, wohl aus Zentralasien stammenden Musiker, der eine zweisaitige gezupfte Langhalslaute rubāb mit einem birnenförmigen Korpus quer vor dem Oberkörper hält. Den S-förmigen Schalllöchern dieser Zupflaute mutmaßlich persischen Ursprungs nach zu urteilen, dürfte die Decke aus Holz bestanden haben. Am Übergang vom Korpus zum Hals ist der Korpus auf beiden Seiten zu dreieckigen Spitzen aufgebogen. Diese besondere Form ist in der englischsprachigen Literatur als barbed lute („Laute mit Widerhaken [am Hals]“) bekannt und kommt bei einigen asiatischen Lauten, darunter auch bei der sursingar vor.
Die unter dem Namensumfeld rabāb/rubāb in Südasien auftauchenden Lauten wurden und werden alle gezupft; eine entfernte Verwandtschaft zwischen dem indischen Streichinstrument sarangi und gewissen arabischen gestrichenen Kurzhalslauten (rebāb in Tunesien) ist möglich. Ab dem 11. Jahrhundert kommt in persischen Chroniken der Ghaznawiden im Punjab die Instrumentenbezeichnung rabāb vor. Häufiger erwähnt rabāb der zur Zeit des Sultanats von Delhi lebende Musikwissenschaftler und Dichter Amir Chosrau.
Der in Buchara lebende Musiktheoretiker Darvish Ali Changi (um 1550–1620), der seinem Namen nach Harfe (tschang) spielte, berichtet in der Abhandlung Risāle-i mūsīqī, ein rabāb-Typ mit fünf Saiten, davon vier aus Seide und eine aus Silber, sei während der Regierungszeit von Muhammad II. (1200–1220) von Balch nach Transoxanien gebracht worden. Die rabāb wurde demnach unter den Timuriden in Zentralasien in der religiösen Musik der Sufis gespielt. Zwischen Transoxanien, Chorasan, Persien und Nordindien wurden im Lauf der Zeit einige unterschiedliche Lautentypen rabāb genannt. Der Name rabāb wird nur einmal im Bāburnāma, der Autobiografie des ersten Mogulherrschers Babur (reg. 1526–1530) erwähnt, als es um die Beschreibung einer privaten Zusammenkunft beim Genuss von Wein geht, die 1519 in Kabul stattfand. Das Musikensemble bestand aus einem rabāb spielenden Amateurmusiker und einem wandernden Sufi-Sänger.
Erstmals abgebildet sind rabāb in Indien auf den Miniaturmalereien der frühen Mogulzeit im 16. Jahrhundert. Auf den Miniaturen des Bāburnāma lassen sich drei Lautentypen unterscheiden. Die Abbildungen verweisen auf die Herkunft der rabāb aus dem persischen Kulturraum und sprechen gegen eine direkte Verbindung mit den altindischen, von Gandhara-Reliefs bekannten Lauten. Charakteristisch für die rabāb der Moghulzeit ist die dreieckige Kante („Widerhaken“) als Abschluss des Korpus. Der Wirbelkasten dieser „persischen“ rabāb ist langrechteckig und nach hinten gebogen.

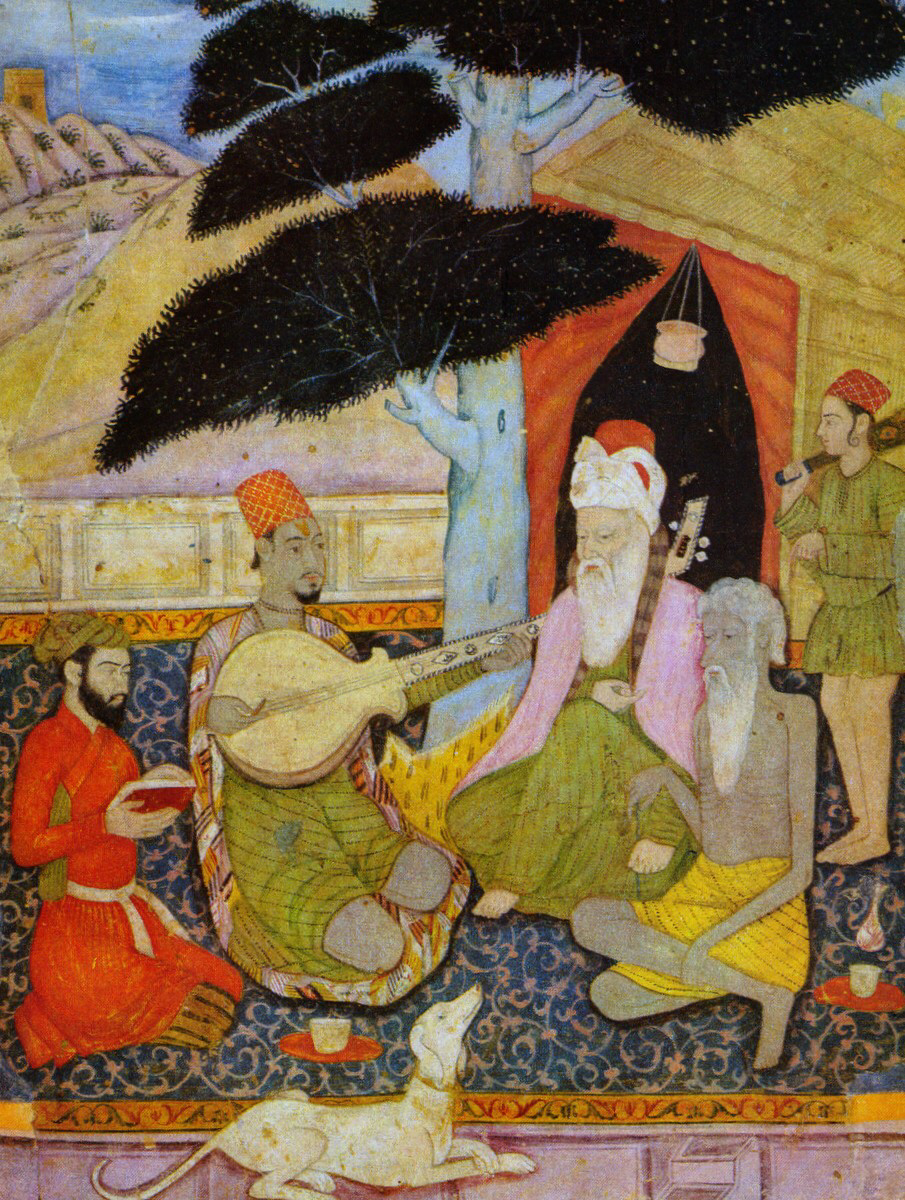
Zupflaute mit „Widerhaken“ am Hals, deren breiter runder Korpus der seni rabāb und in der Volksmusik der kamaica entspricht. Golkonda, um 1660–1670

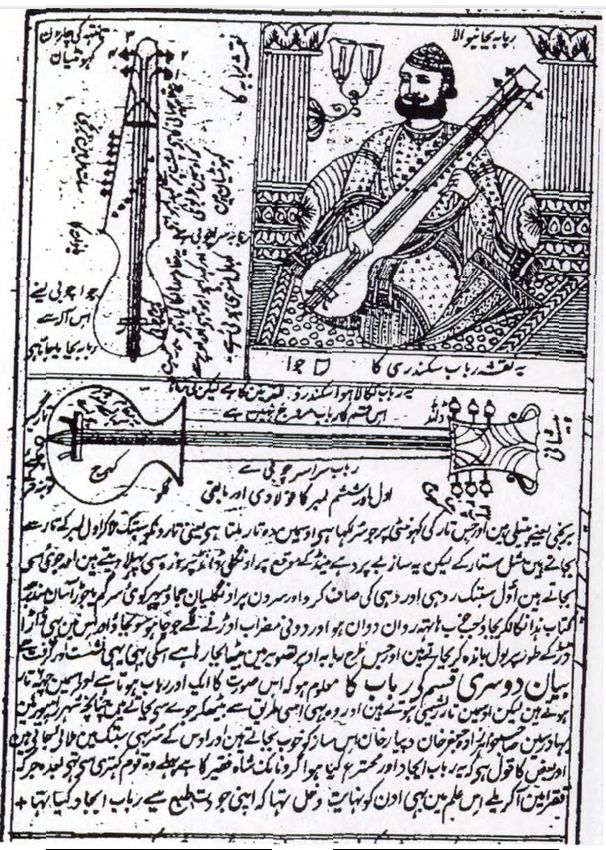
Textillustration mit drei verschiedenen rabāb im auf Urdu verfassten musikwissenschaftlichen Werk von Sadiq Ali Khan, Sarmāyah-i ʿIšrat yā Qānūn-i Mūsiqī, 1884.

Die „persische“ rabāb besitzt eine ähnlich dreieckig nach außen gebogene Kante als Abschluss des runden oder breitovalen Korpus zum schmalen Hals wie das Instrument auf der Abbildung des 9. Jahrhunderts aus Mesopotamien. Dieser mit Fell bespannte, runde Korpustyp überlebt in der rajasthanischen Streichlaute kamaica. Der Korpus schließt blumenkelchartig zum Hals ab. In späten Mogulmalereien ist ein etwas anderer rabāb-Typ mit einem kreisrunden, mit Fell bespannten Korpus und einem weit vorstehenden, geraden Korpusabschluss zu sehen, der in der höfischen Musik des 18. und 19. Jahrhunderts beliebt war. Diese Laute ist als dhrupad rabāb oder seni rabāb bekannt. Sie wurde bis in die Mitte des 20. Jahrhunderts im klassischen Stil Dhrupad gespielt. In der üblichen Traditionslinie wird die dhrupad rabāb und die mit ihr gespielte Musik auf Tansen zurückgeführt, der im 16. Jahrhundert Hofmusiker des Mogulkaisers Akbar I. war. Malereien aus dem 17. Jahrhundert zeigen Tansen und Zeitgenossen von ihm mit dieser dhrupad rabāb. Tansen gilt als Begründer einer mündlich überlieferten musikalischen Tradition (rabābia-Linie), zu der rabāb-Spieler und später auch sitar-Spieler gehören. Nachfolger Tansens waren sein Sohn Bilās Khan, dessen Sohn Gulāb Khan und wiederum dessen Sohn Chhajju Khan (um 1740–1806), der spieltechnische Neuerungen einführte. Chhajju Khans Söhne waren die rabāb-Spieler Jaffar Khan, Pyar Khan und Basat Khan.
Die engste personelle Verbindung der rabāb in Indien besteht zu Guru Nanak (1469–1539). Ein Schüler und vertrauter Begleiter des ersten Sikh-Gurus namens Mardana ist auf Malereien zusammen mit Nanak zu sehen, wie er eine Art rabāb spielt. Mardana soll arabische Vorfahren gehabt haben und war für sein Lautenspiel berühmt. Einen anderen Musikstil, dessen Ursprung ebenfalls bei Guru Nanak liegt, produzieren die Dhadis genannten Sänger religiöser Lieder, die sich auf der kleinen Trommel dhadd und der sarangi begleiten.
In der Ende des 16. Jahrhunderts von Abu 'l-Fazl verfassten Hofchronik Akbars, Ain-i Akbari, werden rabāb mit 12 und 18 Saiten erwähnt. Laut Abu 'l-Fazl spielten die rabāb Hofmusiker in der Kammermusik, Brahmanen zur Begleitung religiöser Lieder und niedrigkastige Musiker zur Unterhaltung. In der musikwissenschaftlichen Schrift Sangita Parijata (Saṅgītapārijāta), die von Ahobala im 17. Jahrhundert in Nordindien verfasst wurde, ist die rabāb eine Laute mit sieben Saiten aus Seide und einem mit Tierhaut bespannten Korpus. Ferner wird darin behauptet, das Wort rabāb stamme von Sanskrit rava („Klang“) ab. Kaviratna Purushottama Mishra (um 1690–1750) bezeichnet in Sangitanarayana eine fünfsaitige rabāb als kacchapi (vgl. kacapi) und rupavati. Laut der 1875 von Sadiq Ali Khan verfassten Schrift Sarmāyah-i ʿIšrat yā Qānūn-i Mūsiqī besaß die rabāb einen Kalebassenkorpus mit Holzdecke und fünf Metallsaiten. Die Beschreibung passt eher auf die sursingar und lässt darauf schließen, dass diese dabei war, die rabāb zu ersetzen.

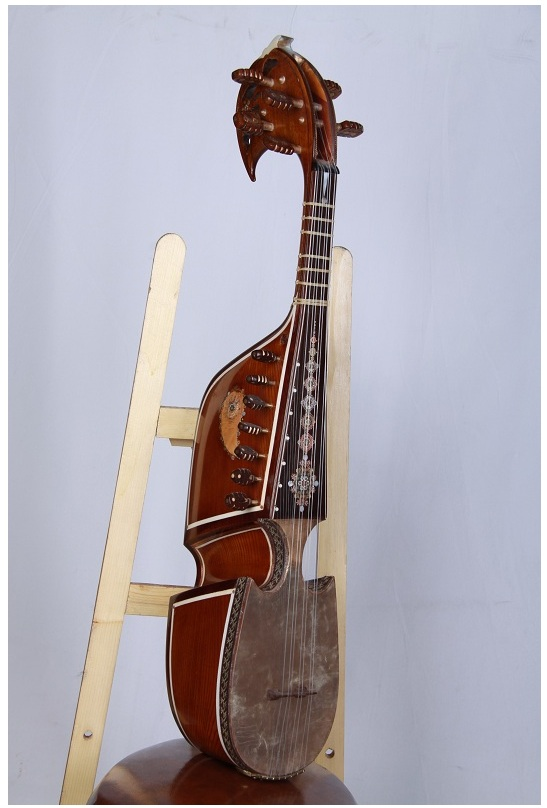
Kabuli rubāb

Der britische Kolonialbeamte Baden Henry Baden-Powell (1872) führt in seinem Handbuch der materiellen Dinge des Punjab auch eine rabāb genannte Laute auf. Das sechssaitige Instrument wurde zu dieser Zeit demnach in der nordindischen Gangesebene und im Besonderen in Lucknow gespielt, kam im Punjab aber nicht vor. Die mit „Sarod or Rabáb“ unterschriebene Zeichnung in diesem Werk zeigt keine dhrupad rabāb, sondern recht genau die gänzlich andere Kabuli rubāb, die seit dem 18. Jahrhundert zur afghanischen Musik gehört und die in den 1860er Jahren in Lucknow zur sarod weiterentwickelt wurde.
Die sursingar wurde vermutlich Anfang des 19. Jahrhunderts von Jaffar Khan (1775–1825) durch Veränderung der dhrupad rabāb erfunden. Jaffar Khan war ein rabāb- und Rudra vina-Spieler, der zur Seni(y)a-Gharana gehörte. Die Mitglieder der Senia-Gharana, also der „männlichen“, auf Tansen zurückgeführten musikalischen Traditionslinie, waren als rabābiyā (rabāb-Spieler) bekannt, im Unterschied zur „weiblichen“ Linie der bīnkār (Rudra vina-Spieler, englische Umschrift beenkar). Nach einer mit der Erfindung verbundenen Legende wurde am Hof des Maharaja Udit Narayan Singh in Varanasi ein Musikwettbewerb ausgeschrieben, bei dem Jaffar Khan auf der dhrupad rabāb gegen den berühmten Rudra vina-Spieler (bīnkār) Nirmal Shah antreten sollte. Der Maharaja soll beiden Wettbewerbern vorgeschrieben haben, den Regenraga Mian ki Malhar zu spielen. Da gerade Monsunzeit war, hielt Jaffar Khan sein Instrument wegen der hohen Luftfeuchtigkeit für unspielbar und erbat sich einen Monat Aufschub. In dieser Zeit entfernte er alle feuchtigkeitsanfälligen Bauteile der rabāb: Die Hautbespannung auf dem Korpus ersetzte er wie bei der sitar und surbahar durch eine Holzdecke und das hölzerne Griffbrett durch eines aus Metall. Anstelle der Darmsaiten zog er Metallsaiten auf. Außerdem fügte er drei weitere Saiten hinzu, um entsprechend der Rudra vina den schnellen Part (jhala) am Ende eines nordindischen Ragas spielen zu können. Mit diesem neuen Instrument, dem er den Namen sursingar gab, trat Jaffar Khan beim Wettbewerb an und wurde zum Sieger erklärt. Unabhängig davon, ob sich die Geschichte in allen Details so zugetragen hat, griffen  sie Musiker in der Nachfolge Jaffar Khans auf und experimentierten mit der Kabuli rubāb, die in den 1860er Jahren als wesentliche Erneuerung ebenfalls ein metallenes Griffbrett erhielt und zur sarod wurde.
Der Hindi- und Urdu-Name sursingar ist aus sur (von Sanskrit swara, „Note“, „Tonstufe“ und „Bordunton“) und sringara („Ornament“, „Romanze“) zusammengesetzt. Analog abgeleitete Instrumentennamen sind swarabat für eine Langhalslaute und swarmandal für eine Kastenzither. Die Silbe sur- bezeichnet in Nordindien auch Instrumente, die einen Bordunton produzieren können, wie die Doppelflöte surpava. Ihre südindische Entsprechung ist shruti (wie in shrutibox). Die Hindi-/Urdu-Aussprache sursingar kommt erstmals um 1860, unter anderem im Werk Madan al-Musiqi von Karam Imam vor. Später verwendete der bengalische Musikwissenschaftler Sourindra Mohun Tagore (1840–1914), ein Verwandter von Rabindranath Tagore, das sanskritisierte Wort sura sringara. Hazrat Inayat Khan, Sohn des sursingar-Spielers Rahmat Khan, benennt in seinem Werk Minqar musiqar (1912) das Instrument sursanghar. Vermutlich von Tagore stammt die Bezeichnung sursanga für eine schlanke Langhalslaute mit einem elegant geschwungenen Vogelhals auf dem Wirbelkasten und einem Kalebassenkorpus. Ein in den 1880er Jahren gebautes Exemplar gehört zur Sammlung des Metropolitan Museum of Art. Mit diesem weiteren Abkömmling der rabāb spielten die Musiker nicht den strengen Dhrupad, sondern die leichteren klassischen Stile Khyal und Thumri. Parallel zum allmählichen Rückzug der Senia-Gharana ab Ende des 19. Jahrhunderts wurden anstelle der Dhrupad-Instrumente (rabāb, sursingar, Rudra vina) nun sitar und sarod die in der nordindischen klassischen Musik führenden Saiteninstrumente.
Karam Imam gibt an, die sursingar habe einen süßen, vollen Klang und sei von Pyar Khan (Piya Khan, † um 1857) erfunden worden. Dieser gehörte neben seinen beiden Brüdern Jaffar Khan und Basat Khan zu den führenden Dhrupad-Musikern in Lucknow in der ersten Hälfte des 19. Jahrhunderts und spielte die dhrupad rabāb. Die sursingar ist wie die von Ghulam Muhammad vermutlich um 1825 eingeführte surbahar – eine tief klingende, große sitar – ein im Zuge einer verstärkten Hinwendung zum klassischen Dhrupad-Stil neu entwickeltes Instrument. Die surbahar wurde vor allem in Bengalen Ende des 19. und Anfang des 20. Jahrhunderts von Nachkommen und Schülern Ghulam Muhammads verwendet. Zu den experimentell kombinierten Saiteninstrumenten Ende des 19. Jahrhunderts gehörte ferner die surchayan, eine Verbindung aus sarod und sitar ohne Bünde, und die vom sarod-Spieler Allauddin Khan Anfang des 20. Jahrhunderts erfundene und gespielte candrasarang, die noch von einigen seiner Schüler verwendet wird. Die mit dem Bogen gestrichene candrasarang vereint den Hals einer kleinen sarod mit dem tief taillierten Korpus einer sarinda.

## Bauform
Nach ihrer Form ist die sursingar ein hybrides Musikinstrument. Sie hat einen rundbauchigen Korpus aus einer Kalebasse, der den Holzkorpus der dhrupad rabāb ersetzt und auch bei der sitar verwendet wird, eine Holzdecke wie die sitar und einen zweiten kugelförmigen Kalebassenresonator (tumba), der hinten am oberen Ende des Halses angebracht ist, wie bei der Stabzither Rudra vina und der sarod. Das Fingerbrett ist eine Platte aus verchromtem Blech, das von der sarod übernommen wurde. Der flach in der Mitte der Decke aufgesetzte Steg (jovari) aus Tierhorn entspricht demjenigen von sitar und tanpura. Der Wirbelkasten mit seitenständigen Holzwirbeln ist schmal, unverziert und leicht nach hinten geknickt. Die Gesamtlänge beträgt etwa 122 Zentimeter oder mehr.
Zu den fünf Melodiesaiten aus Messing und Stahl kommen eine Bordunsaite und zwei weitere Rhythmussaiten (chikari) in der oberen Oktave, die zil genannt werden. In westlicher Notation sind die Saiten auf g–d–c–G–C–e–c1–c1 gestimmt. Außer diesen acht Saiten besitzt die sursingar weitere kürzere Resonanzsaiten aus Metall, die an kleinen Wirbeln in der Mitte des Halses an dessen Oberseite enden. Die sursingar gilt heute als Bassversion der sarod.
Der britische Infanterist Charles Russel Day (1860–1900) bildet in seiner Abhandlung über indische Musikinstrumente von 1891 eine anders aussehende sur-s’ringara ab, deren hohler Hals sich in der Mitte verbreitert und nach hinten ausbaucht. Der Wirbelkasten des gut 120 Zentimeter langen Instruments ist in einem Halbkreis nach hinten gebogen. Das Griffbrett hat – im Unterschied zur daneben abgebildeten sitar – keine Bünde und besteht aus Metall, um das Gleiten der Finger (Glissando) zu erleichtern. Zu erkennen sind sechs Wirbel am Wirbelkasten für die Melodiesaiten und neun Wirbel seitlich am Hals für die Resonanzsaiten. Üblicherweise besitzt die sursingar laut Day sieben Resonanzsaiten, die auf die Töne des zu spielenden Ragas gestimmt sind.

## Spielweise

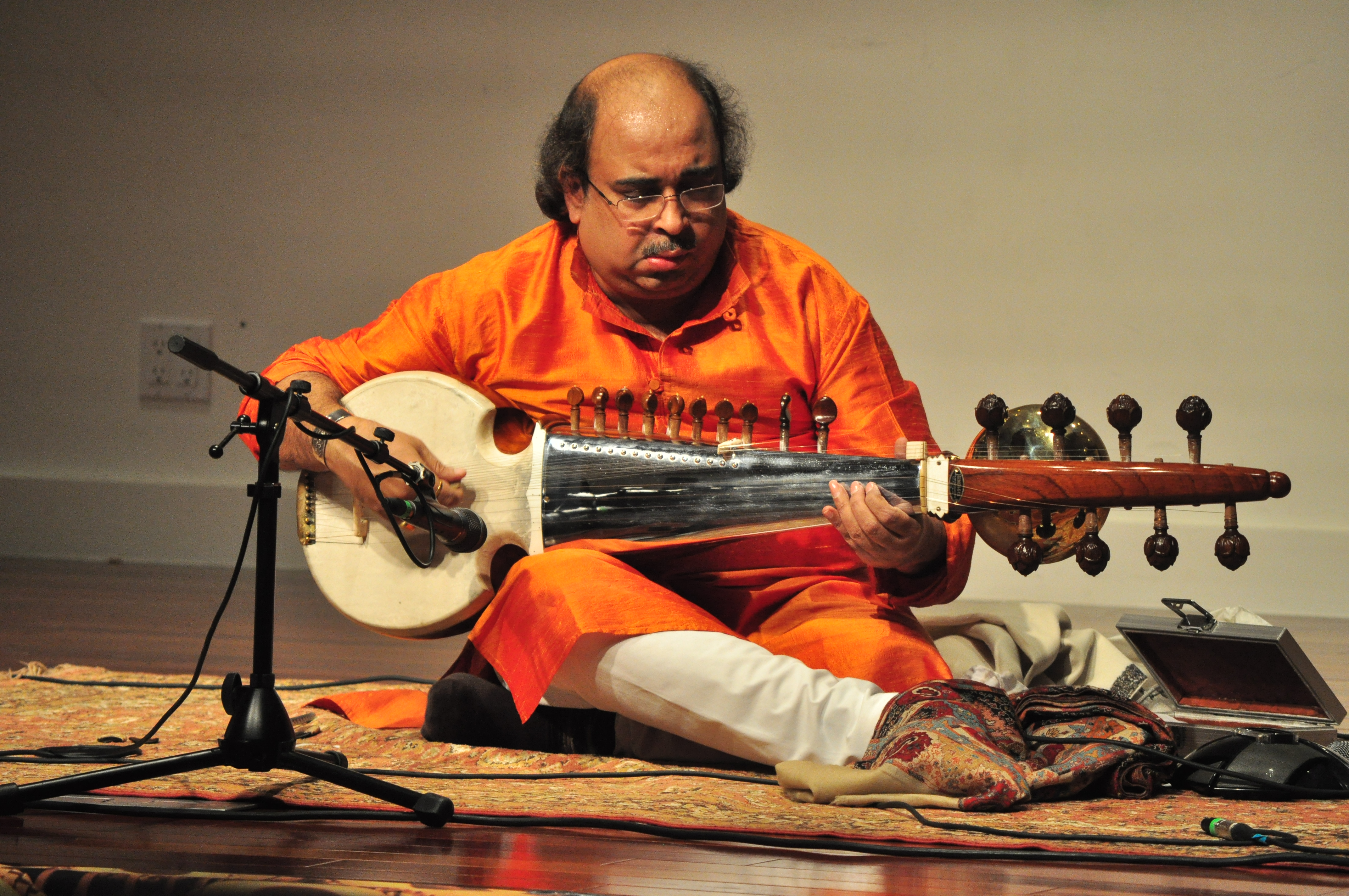
Waagrechte Spielhaltung der sarod. Tejendra Majumdar, 2014

In der nordindischen klassischen Musik des 19. Jahrhunderts sollte die sursingar mit einem angenehmeren Klang als bei der dhrupad rabāb eine Alternative für jenes im Verschwinden begriffene Instrument darstellen. Die sursingar ist wie die Rudra vina geeignet, die tiefen, lange klingenden Töne zu produzieren, die für den ruhigen, würdevollen Dhrupad gewünscht werden. Außerdem erlaubt das Metallgriffbrett, Glissando (meend), ein wesentliches Gestaltungsmittel des Dhrupad, zu spielen. Ihre Hochphase erlebte die sursingar Ende des 19. und Anfang des 20. Jahrhunderts in den Städten Lucknow, Rampur und Kalkutta. Um die Mitte des 20. Jahrhunderts war die sursingar praktisch vollständig verschwunden, sie wird aber seit Ende des Jahrhunderts von wenigen Musikern hauptsächlich in Kalkutta wieder gespielt.
Es gibt zwei Spielhaltungen: Bei der älteren hält der Musiker das Instrument nahezu senkrecht vor seinem Oberkörper mit dem Hals an der linken Schulter und dem oberen Resonator am Rücken. Die jüngere Spielhaltung entspricht derjenigen der sarod, bei der das Instrument schräg oder fast waagrecht vor dem sitzenden Musiker ruht. Die Saiten werden mit einem Metallplektrum angerissen.
Bekannte sursingar-Spieler im 19. und 20. Jahrhundert waren neben Jafar Khan, Pyar Khan und Basat Khan der Sohn des letztgenannten, Mohammad Ali Khan, der sarod-Spieler Allauddin Khan (1862–1972), Bahadur (Sen) Khan (Schüler von Pyar Khan), der sarod-Spieler Radhika Mohan Maitra (1917–1981), genannt Radhubabu, Lehrer von Buddhadev Das Gupta und Kumar Birendra Kishore Roy Choudhury (oder Raychaudhuri), aus Gauripur, Distrikt Maimansingh. Anindya Banerjee (* 1958) in Kalkutta ist ein sarod- und sursingar-Spieler der Maihar-Gharana.